# 奉圣宫
奉圣宫，位于中国福建省泉州市鲤城区鲤中街道升文社区西街563号（577号，南侧，坐南朝北，正对奉圣巷，古属奉圣铺，为奉圣铺奉圣境境庙，是泉州郡城仅存的几个约所遗址之一。

## 历史
奉圣宫原为五显庙或五通庙，主祀五显神。南宋时，大批宫廷乐工南下，住在西门（义成门）各铺，于是增祀安史之乱中殉国的宫廷乐师田都元帅雷海青，奉为铺、境主公。明嘉靖年间，神殿正中崇奉圣谕金牌，迁五显公于殿左神龛，田都元帅于殿右神龛，改庙名和巷名为奉圣宫和奉圣巷。崇祯八年（1635年）底庙毁于火，次年重建。1934年迁至今址复建。文化大革命中改为西门粮店及街道五金厂。1972年12月8日晚毁于火，仅存石狮、石虎等文物。2002年重建。
2001年5月，奉圣宫公布为第五批泉州市文物保护单位。